# ローランド・ハナ
ローランド・ハナ（Roland Hanna、1932年2月10日 - 2002年11月13日）は、アメリカ合衆国のジャズ・ピアニスト、作曲家、教師である。

## 略歴
ハナは11歳からクラシック・ピアノを学んでいたが、友人のピアニストであるトミー・フラナガンから教えられたジャズに強い関心を持っていた。この関心は、1950年から1952年にかけて兵役に就いた後、さらに高まっていった。1953年にイーストマン音楽学校で短期間勉強し、2年後にニューヨークへ引っ越してジュリアード音楽院に入学した。1950年代にベニー・グッドマンやチャールズ・ミンガスを含む幾人かの有名人たちと仕事をしつつ、1960年に卒業を迎えた。1963年から1966年の間、ハナは自分のトリオを率い、1966年から1974年まで、サド・ジョーンズ/メル・ルイス・オーケストラの正メンバーとなった。ハナはまた、1972年にこのオーケストラでソビエト連邦をツアーした。1970年代には、ニューヨーク・ジャズ・カルテットのメンバーを務めている。
ローランド・ハナは1980年代のほとんどを半引退していたが、サラ・ヴォーンの1982年のアルバム『枯葉』の曲「Seasons」を書き、ピアノを弾いており、10年を経た後に音楽界へと戻ってきた。1980年代後半から1990年代初頭にかけて、ハナはリンカーン・センター・ジャズ・オーケストラと、スミソニアン・ジャズ・マスターワークス・オーケストラのメンバーを務めている。この頃、彼は室内楽とオーケストラ音楽の作曲もするようになった。また、彼が書いたバレエが上演された。なお、この頃にミンガス・ダイナスティのメンバーも務めている。
1970年、ハナはリベリアのウィリアム・タブマン大統領から、教育のための資金を調達すべく国内で演奏したコンサートが認められ、名誉騎士の称号を授与された。それからのハナは、しばしば「サー・ローランド・ハナ」として知られる存在となった。ハナはニューヨークのフラッシングにあるニューヨーク市立大学クイーンズ校（CUNY）のアーロン・コープランド音楽学校でジャズの教授を務め、他のいくつかの音楽学校でも教鞭をとっていた。彼はニュージャージー州ティーネックの居住生活者であった。
2002年11月13日、ニュージャージー州ハッケンサックにて、心臓のウイルス感染により亡くなった。

## ディスコグラフィ

### リーダー・アルバム
- 『デストリー・ライズ・アゲイン』 - Destry Rides Again (1959年、ATCO)
- 『イージー・トゥ・ラヴ』 - Easy to Love (1959年、ATCO)
- 『チャイルド・オヴ・ジェミニ』 - Child of Gemini (1971年、MPS)
- The New Heritage Keyboard Quartet (1973年、Blue Note)
- 『やさしく歌って』 - Sir Elf (1973年、Choice)
- Let It Happen (1974年、RCA)
- Walkin' (1974年、Jazz Hour) ※with ジョージ・ムラーツ、メル・ルイス、ステファン・グラッペリ
- 『ペルージア〜ライヴ・アット・モントルー'74』 - Perugia (1974年、Freedom)
- Informal Solo (1974年、Hi-Fly)
- 『1 X 1 (ワン・バイ・ワン)』 - 1 X 1 (1974年、Toho) ※with ジョージ・ムラーツ
- 『ポーギー&ベス』 - Porgy & Bess (1976年、Trio) ※with ジョージ・ムラーツ
- 『24のプレリュード集 - VOL.1』 - 24 Preludes Book 1 (1976年、Salvation) ※with ジョージ・ムラーツ
- 『コンセプト』 - Roland Hanna Trio (1976年、Salvation) ※with ロン・カーター、ベン・ライリー
- 『タイム・フォー・ザ・ダンサーズ』 - Time for the Dancers (1977年、Progressive) ※with ジョージ・ムラーツ、リチャード・プラット
- 『サー・エルフ・プラス1』 - Sir Elf Plus 1 (1977年、Choice) ※with ジョージ・ムラーツ
- 『グラブ』 - Glove (1977年、Trio) ※with ジョージ・ムラーツ、日野元彦
- 『ジャズ・ポートレイト』 - At Home With Friends (1977年、Progressive) ※with ジョージ・ムラーツ、リチャード・プラット
- 『24のプレリュード集 - VOL.2』 - 24 Preludes Book 2 (1977年、Salvation) ※with ジョージ・ムラーツ
- 『プレイズ・ミュージック・オブ・アレック・ワイルダー』 - Roland Hanna Plays the Music of Alec Wilder (1978年、Inner City)
- 『ディス・マスト・ビー・ラヴ』 - This Must Be Love (1978年、Progressive) ※with ジョージ・ムラーツ、ベン・ライリー
- 『ローランドスケイプ』 - Rolandscape (1978年、Progressive) ※with ジョージ・ムラーツ、ベン・ライリー
- 『バード・ウォッチング』 - Bird Tracks (1978年、Progressive)
- 『プレイ・フォー・モンク』 - Roland Hanna and George Mraz Play for Monk (1978年、Musical Heritage Society) ※with ジョージ・ムラーツ
- A Gift from the Magi (1978年、West 54)
- 『スウィング・ミー・ノー・ワルツィズ』 - Swing Me No Waltzes (1979年、Storyville)
- 『トリニティ』 - Trinity (1979年、L+R) ※with ハンス・コラー、アッティラ・ゾラー
- Piano Soliloquy (1979年、L+R)
- 『インプレッションズ』 - Impressions (1979年、Black & Blue) ※with メイジャー・ホリー、アラン・ドーソン
- Och Jungfrun Gick Åt Killan... (1979年、Sonet)
- Sunrise, Sunset (1979年、Lob) ※with ジョージ・ムラーツ
- 『ロマネスク』 - Romanesque (1982年、Trio) ※with ジョージ・ムラーツ
- 『ガーシュイン=カーマイケル=キャッツ』 - Gershwin Carmichael Cats (1982年、CTI)
- 『マンハッタン・クリスマス』 - Manhattan Christmas (1987年、Fun House)
- Round Midnight (1987年、Town Crier Recordings)
- This Time It's Real - Live At Slukefter-Tivoli Gardens (1987年、Storyville)
- 『ペルジア・マイ・ディア』 - Persia My Dear (1987年、DIW) ※with リチャード・デイヴィス、フレディ・ウェイツ
- 『瞬間移動音楽装置VOL.2〜THE BAR』 - The Bar (1988年、Fun House) ※with クリント・ヒューストン、ルイス・ナッシュ
- Duke Ellington Piano Solos (1990年、MusicMasters)
- 『メモアール』 - Memoir (1990年、Century) ※with 中山英二
- Sir Roland Hanna Quartet Plays Gershwin (1993年、LRC/Laserlight)
- Maybeck Recital Hall Series, Volume Thirty-Two (1993年、Concord)
- Jazz Sonatas (1994年、Angel)
- 3 for All (1996年、Cymekob Enterprises) ※with バッキー・ピザレリ、ジョン・バー
- 『ハッシャ・バイ』 - Hush A Bye (1996年、What'sNew) ※with 中山英二、小松誠司
- The Three Black Kings (1997年、Jazz Friends Productions) ※with リチャード・デイヴィス、アンドリュー・シリル
- Family & Friends (1998年、Prestige Elite) ※with マイケル・ハナ (ボーカル)
- 『アイ・ラヴ・ビバップ』 - I Love Be-Bop (1998年、Rahanna Music) ※with 青森義雄、クリス・ロゼリ
- Royal Essence: An Evening of Ellington (1998年、Jazzmont) ※with デイヴィー・ヤーボロー
- Ancestral Light (1999年、Red Earth Jazz) ※with ジョージ・ムラーツ
- 『ドリーム』 - Dream (2001年、Venus) ※with ポール・ウエスト、エディ・ロック
- 『ミラノ、パリ、ニューヨーク』 - Milano, Paris, New York: Finding John Lewis (2002年、Venus) ※with ジョージ・ムラーツ、ルイス・ナッシュ
- Everything I Love (2002年、IPO)
- I've Got a Right to Sing the Blues (2002年、IPO) ※with カリー・スミス
- Tributaries: Reflections on Tommy Flanagan (2002年、IPO)
- 『夢のあとで』 - Après Un Rêve (2002年、Venus) ※with ロン・カーター、グラディ・テイト
- 『ラストコンサート』 - Last Concert (2002年、What’s New) ※with 中山英二、硲美穂子

### ニューヨーク・ジャズ・カルテット
- 『ライブ・イン・ジャパン』 - In Concert In Japan (1975年、Salvation)
- Song of the Black Knight (1977年、Sonet)
- 『サージ』 - Surge (1977年、Enja)
- 『ブルース・フォー・サーカ』 - Blues for Sarka (1978年、Enja)
- New York Jazz Quartet in Chicago (1981年、Bee Hive)
- 『オアシス』 - Oasis (1981年、Enja)

### ミンガス・ダイナスティ
- 『ライヴ・アット・モントルー』 - Live At Montreux (1981年、Atlantic)
- 『リインカーネーション』 - Reincarnation (1982年、Soul Note)
- Mingus' Sounds Of Love (1988年、Soul Note)
- 『ライヴ・アット・ザ・ヴィレッジ・ヴァンガード』 - Live At The Village Vanguard (1989年、Storyville)
- 『チャールス・ミンガス・エピタフ』 - Epitaph (1990年、Columbia) ※ミンガス名義。チャールズ・ミンガス作品集